# Vallásszociológia
A vallásszociológia a szociológiának az a része, amely a vallási és egyházi jelenségek társadalmi magyarázatával, a vallásokon és egyházakon belüli jelenségek vallásokon s egyházakon belüli mikrotársadalmi magyarázatával, a társadalmi, gazdasági, politikai kulturális jelenségek és a vallásosság összefüggéseivel, illetve az egyes társadalmi csoportok felekezeti összetételével foglalkozik.

## Klasszikusai
- Émile Durkheim
- J. Milton Yinger,
- Robert Bellah,
- Peter L. Berger,
- Thomas Luckmann,
- Karl Marx,
- Max Weber,
- Anthony Giddens